# 伍德蘭鎮區 (新澤西州)
伍德蘭鎮區（英語：Woodland Township）是位於美國新澤西州伯靈頓縣的一個鎮區。

## 地方資料
伍德蘭鎮區的面積為244.61平方千米，當中陸地面積為239.93平方千米，而水域面積為4.68平方千米。根據2020年美國人口普查的數據，當地共有人口1544人，而人口密度為每平方千米6.31人。